# Virtua Tennis 3
Virtua Tennis 3 (SEGA PROFESSIONAL TENNIS Power Smash 3 al Japó) és el segon videojoc de tennis de tradició arcade de Sega. La versió arcade del Virtua Tennis 3 és amb el sistema informàtic de Sega Lindbergh. Tot ique també està disponible per ordinador, Xbox 360, PlayStation Portable i PlayStation 3..

## Jugadors masculins
Els següents jugadors masculins disponibles al videojoc, cadascú amb característiques diferents:
- Roger Federer
- Rafael Nadal
- Lleyton Hewitt
- Andy Roddick
- Tim Henman
- James Blake
- Tommy Haas
- Sébastien Grosjean
- Mario Ancic
- Juan Carlos Ferrero
- David Nalbandian
- Taylor Dent
- Gaël Monfils

## Jugadores femenines
- Maria Xaràpova
- Venus Williams
- Martina Hingis
- Lindsay Davenport
- Nicole Vaidišová
- Daniela Hantuchová
- Amélie Mauresmo

## Jugadors ocults
- King
- Duke

## La crítica
Versió arcade
- Arcade Belgium 19/20
- insomniac.ac 5/5 Arxivat 2007-08-22 a Wayback Machine.

Versió PS3
- IGN 7.8/10(UK)
- GameBrink 78/100 Arxivat 2008-06-21 a Wayback Machine.
- Electronic Gaming Monthly 7.33/10
- Play UK 90/100
- Edge 8/10(Regne Unit)
- PSM3 85/100
- Pelit 88/100 (Finlàndia)
- Pure Magazine 9/10(Regne Unit)
- Official UK Playstation Magazine 8/10

Versió Xbox 360
- IGN 8.0/10
- Electronic Gaming Monthly 7.33/10
- 360 Gamer Magazine 9/10(Regne Unit)
- Official Xbox Magazine 9/10(Regne Unit)
- Eurogamer 9/10(UK)
- GameTrailers 8.4/10[1]

Game Rankings amb resultats actuals pel 80% per la PlayStation 3, Xbox 360, PlayStation Portable i ordinador.